# Rari Nantes Florentia 2012-2013

## Rosa
| N° |                   | Ruolo | Giocatore           |
| -- | ----------------- | ----- | ------------------- |
|    | Italia (bandiera) | P     | Luca Mugelli        |
|    | Italia (bandiera) | P     | Luca Minetti        |
|    | Italia (bandiera) | D     | Claudio Brancatello |
|    | Italia (bandiera) | D     | Andrea Di Fulvio    |
|    | Italia (bandiera) | D     | Federico Pagani     |
|    | Italia (bandiera) | CV    | Francesco Coppoli   |
|    | Italia (bandiera) | CV    | Luigi Gobbi         |
|    | Spagna (bandiera) | CV    | Guillermo Molina    |
|    | Italia (bandiera) | A     | Giacomo Bini        |

| N° |                   | Ruolo | Giocatore           |
| -- | ----------------- | ----- | ------------------- |
|    | Italia (bandiera) | A     | Francesco Di Fulvio |
|    | Italia (bandiera) | A     | Gabriele Simonti    |
|    | Italia (bandiera) | A     | Federico Panerai    |
|    | Spagna (bandiera) | A     | Albert Español      |
|    | Italia (bandiera) | A     | Tommaso Turchini    |
|    | Italia (bandiera) | A     | Federico Borella    |
|    | Italia (bandiera) | CB    | Michele Lapenna     |
|    | Italia (bandiera) | CB    | Lapo Dani           |

### Staff tecnico
| Allenatore: | Leonardo Sottani |

## Risultati

### Serie A1

#### Girone di andata
| Arbitri: | Piano Pinato |

|                                 |           |                                                                                  |
| Napolitano - Suti - Tringali: 3 | Marcatori | 3: Molina 2: Bini - F. Di Fulvio - Español 1: A. Di Fulvio - M. Lapenna - Pagani |

| Arbitri: | Pascucci Saeli |

|                                                                                     |           |                                                                   |
| Figlioli: 3 D. Fiorentini - Madaras: 2 Aicardi - Felugo - A. Fondelli - N. Gitto: 1 | Marcatori | 3: Español - Molina 2: M. Lapenna - Pagani 1: Bini - F. Di Fulvio |

| Arbitri: | L. Bianco Savarese |

|                                            |           |                              |
| Pérez: 3 Ferrone: 2 Danilović - Saviano: 1 | Marcatori | 2: Español - Molina - Pagani |

| Arbitri: | Caputi Severo |

|                                              |           |                                                                   |
| Molina: 3 Coppoli - F. Di Fulvio - Pagani: 2 | Marcatori | 3: Rizzo 2: Janović - Mistrangelo 1: Damonte - Deserti - Petrović |

| Arbitri: | Paoletti Sardellitto |

|                                                        |           |                                                                                        |
| Luongo: 4 Astarita - Klikovac - Nicche - Sassanelli: 1 | Marcatori | 2: F. Di Fulvio - Español - Molina 1: Bini - Borella - Coppoli - A. Di Fulvio - Pagani |

| Arbitri: | Bianchi Pascucci |

|                                         |           |                                                                       |
| Español: 5 Coppoli - Molina - Pagani: 1 | Marcatori | 2: Elez - Nora - C. Presciutti 1: G. Fiorentini - Giorgi - Mammarella |

| Arbitri: | De Chiara Lo Dico |

|                                                                 |           | |
| Lanzoni - Marziali: 3 A. Caliogna - D'Alessandro - Temellini: 1 | Marcatori | 4: F. Di Fulvio - Pagani 3: Coppoli - Español 2: Bini 1: Brancatello - A. Di Fulvio - Gobbi - M. Lapenna - Molina |

| Arbitri: | Paoletti Sardellitto |

|                                                       |           |                                                          |
| Español: 4 Pagani: 3 Bini - Molina: 2 A. Di Fulvio: 1 | Marcatori | 2: Bettini - Guidaldi - Sekulić 1: Barillari - Camilleri |

| Arbitri: | L. Bianco Colombo |

|                             |           |                                                    |
| Gallo: 2 Foglio - Kovács: 1 | Marcatori | 3: F. Di Fulvio 2: Español 1: Coppoli - M. Lapenna |

| Arbitri: | Rovida Savarese |

|                                                                |           |                                               |
| Español: 4 Bini - Pagani: 2 Coppoli - F. Di Fulvio - Molina: 1 | Marcatori | 2: M. Gitto - Leporale - Vittorioso 1: Latini |

| Arbitri: | Alfi Bianchi |

|                                                                 |           |                                                                                  |
| Beggiato: 4 Cupido: 2 Cambiaso - L. Fondelli - Foti - Rocchi: 1 | Marcatori | 5: Molina 3: Español 2: Bini - F. Di Fulvio - M. Lapenna 1: A. Di Fulvio - Gobbi |

#### Girone di ritorno
| Arbitri: | Castagnola Gomez |

| |           |                                  |
| Español: 3 Coppoli - Molina: 2 1: Bini - Borella - Brancatello - A. Di Fulvio - Gobbi - M. Lapenna - Pagani | Marcatori | 2: Suti 1: Napolitano - Tringali |

| Arbitri: | Pascucci Severo |

|                                    |           | |
| Bini - Español - Gobbi - Molina: 1 | Marcatori | 2: S. Luongo - Madaras - Mangiante 1: Aicardi - Felugo - Figari - Figlioli - D. Fiorentini - F. Lapenna |

| Arbitri: | Bianchi L. Bianco |

|                                                                   |           |                                                                                          |
| Español: 4 Pagani: 3 Bini - F. Di Fulvio - M. Lapenna - Molina: 1 | Marcatori | 2: Märcz - Pérez 1: Danilović - Di Costanzo - Gambacorta - Postiglione - Scotti Galletta |

| Arbitri: | De Chiara Paoletti |

|                                                                           |           |                                             |
| Janović: 4 Alesiani: 3 Deserti - Rizzo: 2 G. Bianco - Damonte - Grosso: 1 | Marcatori | 2: Español - Gobbi - Molina 1: F. Di Fulvio |

| Arbitri: | Piano Savarese |

|                                                                    |           |                                                |
| M. Lapenna: 3 Español - Pagani: 2 Bini - Borella - F. Di Fulvio: 1 | Marcatori | 7: M. Luongo 2: Steardo 1: Klikovac - Racunica |

| Arbitri: | Gomez Pascucci |

|                                                                        |           |                                                |
| Presciutti: 3 Elez - Nora: 2 R. Calcaterra - Mammarella - Valentino: 1 | Marcatori | 4: Español 3: Pagani 2: Molina 1: F. Di Fulvio |

| Arbitri: | Colombo Lo Dico |

|                                                                |           |                               |
| Español: 4 Bini - A. Di Fulvio - F. Di Fulvio - Gobbi - Molina | Marcatori | 5: Mann 1: Marziali - Tyrrell |

| Arbitri: | Bianchi Daniele |

|                                                   |           |                                                          |
| Camilleri: 3 Bettini - Guidaldi: 2 A. Di Somma: 1 | Marcatori | 3: F. Di Fulvio 2: Español - Molina 1: Bini - M. Lapenna |

| Arbitri: | Monnis Riccitelli |

|                                                      |           |                                           |
| A. Di Fulvio: 2 F. Di Fulvio - Gobbi - M. Lapenna: 1 | Marcatori | 3: Gallo 1: Baraldi - Mattiello - Renzuto |

| Arbitri: | Pinato Rotondano |

|                                                  |           |                                                                                         |
| Di Rocco: 5 Vittorioso: 3 Colosimo - M. Gitto: 1 | Marcatori | 3: Español 2: F. Di Fulvio 1: Borella - Brancatello - A. Di Fulvio - Gobbi - M. Lapenna |

| Arbitri: | Calabrò Petronilli |

|                                                                                         |           |                                                  |
| Español: 5 Molina: 3 A. Di Fulvio - Gobbi - M. Lapenna: 2 Brancatello - F. Di Fulvio: 1 | Marcatori | 3: Foti 2: Bruni - Cupido 1: Antonucci - Trebino |

#### Playoff - Quarti di finale
| Arbitri: | Brasiliano Savarese |

|                                               |           |                                                      |
| Gallo - Saccoia - Tóth: 2 Baraldi - Kovács: 1 | Marcatori | 2: Bini 1: Coppoli - F. Di Fulvio - Español - Pagani |

| Arbitri: | Franulović Radičević |

|                                                       |           |                                                 |
| Molina: 5 Español: 4 Gobbi: 2 Brancatello - Pagani: 1 | Marcatori | 3: Mattiello 1: Baraldi - Gallo - Kovács - Tóth |

#### Playoff - Semifinali
| Arbitri: | Pinato Rovida |

|                                                                      |           |                               |
| R. Calcaterra - Loncar - Nora - C. Presciutti - Valentino: 2 Elez: 1 | Marcatori | 3: Molina 1: Coppoli - Pagani |

| Arbitri: | Paoletti Severo |

|                                                  |           |                                                           |
| F. Di Fulvio: 3 Español - M. Lapenna - Molina: 1 | Marcatori | 3: Elez - Mammarella 1: Legrenzi - Loncar - C. Presciutti |

### Coppa Italia
La Rari Nantes Florentia ha esordito in Coppa Italia partendo dalla prima fase a gironi, inquadrata nel gruppo A disputato in due giorni interamente a Bogliasco. Si è poi qualificata alla seconda fase, inquadrata nel gruppo C disputato in due giorni interamente a Savona.

#### Prima fase
| Arbitri: | Piano Pinato |

|                                                                     |           |                                                                         |
| Español: 3 Bini - F. Di Fulvio - Molina: 2 A. Di Fulvio - Pagani: 1 | Marcatori | 5: Camilleri 2: Sekulić - Vergano 1: Barillari - E. Di Somma - Guidaldi |

| Arbitri: | D. Bianco Pinato |

|                                  |           |                                                          |
| Buckner: 4 Nicche: 2 Klikovac: 1 | Marcatori | 4: Pagani 2: F. Di Fulvio - Español - M. Lapenna 1: Bini |

| Arbitri: | D. Bianco Piano |

|                                                  |           |                                               |
| Temellini: 2 E. Caliogna - Lanzoni - Marziali: 1 | Marcatori | 4: F. Di Fulvio - Molina 2: Pagani 1: Español |

#### Seconda fase
| Arbitri: | Fusco Rovida |

|                                     |           |                                                        |
| Pagani - F. Di Fulvio: 2 Español: 1 | Marcatori | 4: Giacoppo 3: Aicardi 1: Felugo - Madaras - Mangiante |

| Arbitri: | L. Bianco Fusco |

|                                                           |           |                                                |
| Deserti - Janović - Mistrangelo: 3 Damonte: 2 Petrović: 1 | Marcatori | 5: Español 2: Bini - A. Di Fulvio - M. Lapenna |

| Arbitri: | Fusco Rovida |

|                                                                                          |           |                                                                      |
| Bini - Español - Molina: 2 Borella - Brancatello - A. Di Fulvio - M. Lapenna - Pagani: 1 | Marcatori | 4: Sadovyy 2: Danilović - Gambacorta - Petković 1: Ferrone - Saviano |

### Euro Cup
La Rari Nantes Florentia ha esordito in Euro Cup partendo dalla fase a gironi, inquadrata nel gruppo D disputato in quattro giorni interamente a Kragujevac (Serbia).

#### Fase a gironi
| Arbitri: | Dodog Freebury |

|                            |           |                                                                                                |
| Bebic - Coskun: 2 Burak: 1 | Marcatori | 4: Español 3: Pagani 2: Gobbi - Molina 1: Borella - Coppoli - A. Di Fulvio - Bini - M. Lapenna |

| Arbitri: | Dodog Laginja |

|                    |           | |
| Bolović - Lentz: 2 | Marcatori | 3: Español 2: Coppoli - A. Di Fulvio - F. Di Fulvio 1: Bini - Borella - Brancatello - M. Lapenna - Molina - Pagani |

| Arbitri: | Vasileiou Dodog |

|                                                                  |           |                                                          |
| Bini - F. Di Fulvio - Español: 2 M. Lapenna - Molina - Pagani: 1 | Marcatori | 2: Rodríguez - Echenique 1: Carrillo - Piralkov - Vallès |

| Arbitri: | Vasileiou Laginja |

|                                                    |           |                                            |
| Udovičić: 3 Zloković: 2 Burić - Gak - Filipović: 1 | Marcatori | 1: F. Di Fulvio - Español - Gobbi - Molina |

### Fase a eliminazione diretta
| Arbitri: | Colominas Rak |

|                                                            |           |                                              |
| Molina: 3 Coppoli: 2 F. Di Fulvio - M. Lapenna - Pagani: 1 | Marcatori | 2: Negrean 1: Gocić - Kis - Kovács - Pásztor |

| Arbitri: | Bervoets Spanoudis |

|                                                                  |           |                                                                  |
| Aleksić - Kis - Pásztor: 2 Gocić - Hosnyánszky - Negrean - Vörös | Marcatori | 3: Molina 2: F. Di Fulvio - Español 1: A. Di Fulvio - M. Lapenna |

| Arbitri: | Bender Koryzna |

|                                    |           |                                                       |
| Damonte: 3 Rizzo: 2 Mistrangelo: 1 | Marcatori | 4: Molina 1: Brancatello - Coppoli - Español - Pagani |

| Arbitri: | Alexandrescu Peris |

|                                                          |           |                                             |
| Español: 5 F. Di Fulvio - Molina: 2 Bini - M. Lapenna: 1 | Marcatori | 5: Rizzo 3: Colombo 2: Janović 1: G. Bianco |

| Arbitri: | Buch Bender |

|                                          |           |                                         |
| F. Di Fulvio: 2 Pagani - A. Di Fulvio: 1 | Marcatori | 3: Fililpović 2: Popović - Gak 1: Burić |

| Arbitri: | Vasileiou Voevodin |

|                                                              |           |                                            |
| Zloković - F. Fililpović: 2 Gak - Udovičić - Đ. Filipović: 1 | Marcatori | 2: F. Di Fulvio - Bini 1: Molina - Español |

## Statistiche

### Statistiche di squadra
Statistiche aggiornate al 7 maggio 2013.
| Competizione | Punti | In casa | In casa | In casa | In casa | In casa | In casa | In trasferta | In trasferta | In trasferta | In trasferta | In trasferta | In trasferta | Totale | Totale | Totale | Totale | Totale | Totale | DR  |
| Competizione | Punti | G       | V       | N       | P       | Gf      | Gs      | G            | V            | N            | P            | Gf           | Gs           | G      | V      | N      | P      | Gf     | Gs     | DR  |
| ------------ | ----- | ------- | ------- | ------- | ------- | ------- | ------- | ------------ | ------------ | ------------ | ------------ | ------------ | ------------ | ------ | ------ | ------ | ------ | ------ | ------ | --- |
| Serie A1     | 41    | 11      | 6       | 0       | 5       | 109     | 92      | 11           | 7            | 2            | 2            | 121          | 100          | 22     | 13     | 2      | 7      | 230    | 192    | +38 |
| Playoff      | -     | 2       | 1       | 0       | 1       | 19      | 16      | 2            | 0            | 0            | 2            | 11           | 19           | 4      | 1      | 0      | 3      | 30     | 35     | -5  |
| Coppa Italia | -     | 0       | 0       | 0       | 0       | 0       | 0       | 6            | 2            | 0            | 4            | 61           | 58           | 6      | 2      | 0      | 4      | 61     | 58     | +3  |
| Euro Cup     | -     | 3       | 1       | 1       | 1       | 23      | 25      | 7            | 4            | 0            | 3            | 67           | 47           | 10     | 5      | 1      | 4      | 90     | 72     | +18 |
| Totale       | -     | 16      | 8       | 1       | 7       | 151     | 133     | 26           | 13           | 2            | 11           | 260          | 224          | 42     | 21     | 3      | 18     | 411    | 357    | +54 |

### Statistiche giocatori
| Giocatore      | Serie A1 | Serie A1 | Coppa Italia | Coppa Italia | Euro Cup | Euro Cup | Totale | Totale |
| Giocatore      | Reti     | Rigori   | Reti         | Rigori       | Reti     | Rigori   | Reti   | Rigori |
| -------------- | -------- | -------- | ------------ | ------------ | -------- | -------- | ------ | ------ |
| G. Bini        | 20       | 0        | 7            | 0            | 7        | ??       | 34     | 0      |
| F. Borella     | 4        | 0        | 1            | 0            | 2        | ??       | 7      | 0      |
| C. Brancatello | 5        | 0        | 1            | 0            | 2        | ??       | 8      | 0      |
| F. Coppoli     | 13       | 0        | 0            | 0            | 6        | ??       | 19     | 0      |
| L. Dani        | 0        | 0        | 0            | 0            | 0        | 0        | 0      | 0      |
| A. Di Fulvio   | 12       | 0        | 4            | 0            | 5        | ??       | 21     | 0      |
| F. Di Fulvio   | 33       | 1        | 10           | 2            | 14       | ??       | 57     | 3      |
| A. Español     | 66       | 10       | 14           | 2            | 19       | ??       | 99     | 12     |
| L. Gobbi       | 13       | 0        | 0            | 0            | 3        | ??       | 16     | 0      |
| M. Lapenna     | 18       | 0        | 5            | 0            | 6        | ??       | 29     | 0      |
| L. Minetti     | 0        | 0        | 0            | 0            | 0        | 0        | 0      | 0      |
| G. Molina      | 46       | 4        | 8            | 0            | 18       | ??       | 72     | 4      |
| L. Mugelli     | 0        | 0        | 0            | 0            | 0        | 0        | 0      | 0      |
| F. Pagani      | 30       | 4        | 10           | 3            | 8        | ??       | 48     | 7      |
| A. Razzi       | 0        | 0        | 0            | 0            | 0        | 0        | 0      | 0      |